# 3858 Dorchester
3858 Dorchester (1986 TG) là một tiểu hành tinh bay qua Sao Hỏa được phát hiện ngày 3 tháng 10 năm 1986 bởi Jensen, P. ở Brorfelde.